# Zerfall (Album)
Zerfall ist das erste Album der Thüringer Dark-Metal-Band Eisregen. Auf diesem Album orientierte sich die Band klanglich und stilistisch noch am Black Metal; Elemente wie Bratsche und klarer Gesang kamen erst auf den folgenden Alben auf. Roths Stimme besteht noch zum Großteil aus Gekreische, teilweise auch Growls.

## Entstehungsgeschichte
Das Album kam im April 1998 heraus, die Veröffentlichung jedoch verzögerte sich etwas. Die Resonanzen auf das Album fielen relativ positiv aus, wenn auch die Produktionsqualität etwas bemängelt wurde. Laut Roths eigener Aussage war er mit dem Debütalbum jedoch nie so ganz zufrieden:

„Zum einen wie gesagt von der Produktion her und das Material war einfach noch nicht so, wie es hätte sein müssen. Aber ich denke, das ist mit jedem Album so. Der Zeitpunkt der Produktion ist entscheidend und damals standen wir auch voll dahinter. Es gab aber einige Punkte zu verbessern, was wir auch auf dem neuen Album gemacht haben.“

Im selben Jahr noch erschien das Nachfolge-Album Krebskolonie auf dem Markt, wo inzwischen Theresa „2T“ Trenks hinzugestoßen war, die die Band mit der Bratsche musikalisch erweiterte.

## Titelliste
1. … und über allem weht der Wind so kalt (Pest I) – 6:39
2. Legende des Leides (Pest II) – 4:30
3. In der Grube (Pest III) – 3:23
4. Auferstehung (Pest IV) – 4:42
5. Ich bin viele – 2:26
6. Eispalast – 3:25
7. Ode an den Niedergang – 1:29
8. Herzblut – 5:54
9. Endzeit – 5:19

## Thematik
Kernstück des Albums ist der vierteilige Pest-Zyklus, der in der Zeit des Mittelalters angesiedelt ist. Der Hauptcharakter ist ein junger Mann aus einer wohlhabenden Familie, als die Pest in die Stadt kommt. In nur wenigen Wochen schrumpft die Bevölkerung durch den schwarzen Tod deutlich, bis sie nur noch aus ungefähr 100 Leuten besteht. Auch die Eltern des Protagonisten sterben, die Mutter ist kurz vor ihrem Tod nicht mehr in der Lage, ihren eigenen Sohn zu erkennen. Dieser sieht nun, dass all der Reichtum nichts mehr nützt und beschließt, sich zu betrinken und auf den Tod zu warten. Der neue Pestdoktor, der in die Stadt kommt, jedoch nutzt die Hilflosigkeit der Menschen aus und plündert mit seinen Schergen die Stadt, wobei sie auch bei dem Haus des Protagonisten vorbeikommen. Dieser wird ebenso wie die anderen Überlebenden brutal niedergeschlagen und zu den Toten auf den Pestkarren geworfen, die zu den Gruben gebracht werden. In der Pestgrube, wo noch einige andere lebend zwischen den Leichen liegen, stirbt er langsam vor sich hin und spürt, wie sich die Pest seiner bemächtigt. Das letzte, das er mitbekommt, ist ein kaltes Licht, das vor seinen Augen erscheint. Nach einiger Zeit jedoch wühlt er sich als Untoter aus der Pestgrube heraus und geht bei Nacht in das Rathaus, wo er die gesamte Stadtverwaltung aus Rache abschlachtet und dann wieder in die Grube zurückkehrt, um eins mit der „Ernte der Pest“ zu werden.
Der Zyklus war nicht auf die Pest an sich konzentriert, sondern vielmehr auf die Auferstehung, jedoch versetzte Roth die Handlung in die Zeit des Mittelalters, da es thematisch besser passen würde. Der Zyklus soll zeigen, wie die Menschen wehrlos der Pest ausgesetzt sind.
Das Lied „Ich bin viele“ handelt von dem Dämon Legion, welcher aus dem Neuen Testament stammt. Im Markus-Evangelium trifft Jesus dort auf einen Besessenen, dem er die Dämonen austreibt. Auf die Frage, wie er denn heiße, antwortet der Besessene „Legion, denn wir sind viele“.
„Ode an den Niedergang“ handelt von Hass und Zerfall, wobei ähnlich wie später bei „Für Euch, die ihr lebt“ auf der Krebskolonie, das Lied aus der Perspektive eines höheren Wesens geschrieben ist:

„Bete mich an

Denn eines Tages werde ich die Tore öffnen

Denn mein ist die Ewigkeit

Mein ist das Reich

Und der Niedergang der Seeligkeit

Auf Erden“

Zudem wird das Christentum in dem Lied äußerst negativ – und sogar beraubend – dargestellt, Jesus selbst wird zusätzlich noch als Bastard bezeichnet, von dem man sich abwenden soll, wenn man wahre Stärke erfahren möchte.

## Aufmachung
Die Cover-Zeichnung zeigt ein nebliges Waldstück mit blätterlosen Bäumen während einer Mondnacht. Ein Skelett hängt an einem Baum am Strick und eine weitere Person, die noch am Leben ist, hat sich auf der Krone des Baumes verkrochen, die Hände in einem Ausdruck des Grauens vor den Mund gehalten. Das Booklet der Originalveröffentlichung von 1998 enthält neben Fotos der Band und Produktionsnotizen die Texte aller Songs, die Wiederveröffentlichung zeigt nur die Bandfotos und ein Logo des Klangkreises Thüringen.

## Trivia
- „Zu Ehren meiner dunklen Königin“ existierte namentlich schon auf der Demo Mysterien der Nacht, ebenso wie „Ode an den Niedergang“, welches allerdings dort aus zwei Teilen bestand. Unklar ist jedoch, ob die Texte der ursprünglichen Versionen und der späteren identisch sind.
- „Eispalast“, „Ode an den Niedergang“ und „Herzblut“ sind Neueinspielungen von der Demo Das Ende des Weges.
- 2004 wurde das Album zusammen mit der aus zehn Titeln bestehenden Demo Das Ende des Weges als Bonus-Tracks neu veröffentlicht.
- Eine erneute Neueinspielung von „Herzblut“ findet sich auf der Single Fleischfestival wieder.
- „In der Grube (Pest III)“ gehört auch zum Live-Set der Band und findet sich 2005 auf der Hexenhaus-Single als Studio-Neueinspielung namens „In der Grube 2005“ wieder, wo Roth nun zwischen Growling und klarem Gesang wechselt.